# 林再興
林再興（1929年11月11日—2010年6月28日），台灣嘉義縣新港鄉人，著名傳統工藝藝師，專長交趾陶，被認為是台灣交趾陶國寶級藝師。

## 生平
林再興出生於臺南州嘉義郡新巷月眉潭（今嘉義縣新港鄉月眉村），少年時跟隨石蓮池大師學習寺廟工藝。1952年，曾參加三峽祖師廟的重修工作。
1998年，獲教育部頒授第2屆國家重要民族藝術藝師（交趾陶類）。
2002年至2004年還擔任台灣藝術大學傳統工藝系教授，2004年起到高雄大學民族學系教任。
2010年6月28日病逝，享年82歲。